# Almenêches
Almenêches település Franciaországban, Orne megyében. Lakosainak száma 642 fő (2022. január 1.). Almenêches Aunou-le-Faucon, Boissei-la-Lande, Le Château-d’Almenêches, Médavy, Gouffern en Auge, Chailloué és Merlerault-le-Pin községekkel határos.

## Népesség
A település népességének változása:
| Lakosok száma | 698  | 711  | 719  | 716  | 691  | 669  | 647  | 645  | 642  |
|               | 2013 | 2015 | 2016 | 2017 | 2018 | 2019 | 2020 | 2021 | 2022 |